# Valerij Sorokin
Valerij Evgen'evič Sorokin (in russo Валерий Евгеньевич Сорокин?; Stavropol', 6 gennaio 1985) è un ex calciatore russo, di ruolo centrocampista.

## Carriera

### Club
Ha giocato nella massima serie dei campionati russo e belga.